# Midgard (album Faun)
Midgard - dziewiąty album studyjny niemieckiego zespołu muzycznego Faun wydany 19 sierpnia 2016 nakładem wytwórni Universal Music Group.
Tematyka albumu opiera się na mitologii nordyckiej, posiada również celtyckie brzmienia. Inspiracją były melodie ze Szwecji i Norwegii.

## Lista utworów
1. Midgard Prolog
2. Federkleid
3. Sonnenreigen (Lughnasad)
4. Alba II Intro
5. Alba II
6. Nacht des Nordens
7. Mac Beth
8. Gold & Seide
9. Brandan
10. Odin (feat. Einar Selvik)
11. Rabenballade
12. Lange Schatten
13. Aufbruch
14. Alswinn
15. Räven